# Nikolaj Kostomarov
Nikolaj Ivanovitj Kostomarov (ryska: Николай Иванович Костомаров, ukrainska: Микола Іванович Костомаров, Mykola Ivanovytj Kostomarov), född 16 maj (gamla stilen: 4 maj) 1817 i Jurasovka, guvernementet Voronezj, död 19 april (gamla stilen: 7 april) 1885 i Sankt Petersburg, var en rysk-ukrainsk vitter och historisk författare.
Kostomarov avlade 1840 magisterexamen i historia i Charkov och disputerade Om unionen (den polsk-litauiska av 1569). Disputationen godkändes av fakulteten, men ogillades av ministeriet, 1843 försvarade han för magistergraden en ny avhandling, Om den ryska folkpoesins historiska betydelse, var sedan några år bosatt i Volynien, sysselsatt med etnografiska undersökningar och lokalstudier till sitt arbete om Bohdan Chmelnytskyj. 
Redan känd såsom vitter och vetenskaplig författare, blev Kostomarov 1846 docent i rysk historia i Kiev, men anklagades redan samma år utan grund jämte skalden Taras Sjevtjenko, på angivelse av en student, för delaktighet i ett hemligt politiskt sällskap ("Kirills och Metodii sällskap"). Han satt ett år i Peter-Paulfästningen och levde till 1856 som förvisad i Saratov. Vad som kunde läggas dem till last var blott, att de, under inflytande av tidens romantik, svärmade för "folket" och för slavernas förbrödring och världsmission, med en särskild förkärlek för ukrainarna. 
I den ukrainska litteraturhistorien räknas Kostomatov, Sjevtjenko och Pantelejmon Kulisj som huvudmän för "den ukrainska slavofilismen". Ukrainarna utgör enligt sin mening en särskild slavisk nationalitet, och deras ideal var en slavisk förbundsstat under ryskt beskydd. Gentemot de ryska slavofilerna och panslavisterna, vilkas lära och strävan snarare kunna betecknas som panrussism, betonar Kostomarov, även i sina historiska arbeten, en nationell skillnaden mellan ryssar och ukrainare, väljer med förkärlek ämnen ur Sydrysslands historia, behandlar visserligen också (stor-) ryska och allmänryska tilldragelser och personligheter, men ser även dem i en egen dager (ur "federalistisk" synpunkt) och polemiserar å ena sidan med ryssarna, å den andra med polackerna. Som antinormannist (motståndare till teorin om varjagernas skandinaviska härkomst) disputerade han offentligt med Michail Pogodin, på utmaning av denne, i Sankt Petersburg, 1860. 
Kostomarov var sin tids mest lästa ryska historiker. Hans vittra arbeten på ukrainska samlades under titeln Zbirnik tvoriv Jeremii Galki (1875; han skrev till en början under pseudonymen "Jeremias Galka"). Denna samling innehåller utom lyriska dikter dramerna Sava Tjalyj (1838) och Perejaslavska nitj (1841), båda med historiska ämnen från kosacklivet, samt under titeln Zagadka (Gåtan) dramatiska scener ur folklivet, tecknade på sagans grund. 
Kostomarov översatte till ukrainska George Gordon Byrons "Hebreiska melodier" (1840) samt stycken av äldre och nyare slaviska skalder. En samling lyriska dikter av honom utkom redan 1840 under titeln Ukrainska ballader. Från kosacklivet (1600-talet) tog han ämnet till Tjernigovka (1881). På ryska skrev han tragedin Kremutius Kordus samt ett par historiska berättelser Sonen och Kudejar. 
Av Kostomarovs många historiska (och historisk-polemiska) uppsatser och skrifter har en del utkommit först i tidskrifter. De viktigaste är De ukrainska kosackernas kamp med Polen före Chmelnytskyj (1856), Bohdan Chmelnytskyj (1857; fjärde upplagan 1883), hans huvudarbete, Översikt av storryska folkens husliga liv och seder under 16:e och 17:e århundradena (1859), Rysslands ursprung (1859), Livländska kriget (1864), Södra Ryssland i slutet av 16:e århundradet (1865), Ofredstiden (början av 1600-talet; tre delar, 1866), Den sydryska folkdiktens historiska betydelse (1872), Mazepa (1882; i tidskriften "Russkaja Misl"; översatt i sammandrag i svensk "Historisk tidskrift", 1883).
En del av dessa avhandlingar jämte nya förenade Kostomarov under titeln Istoritjeskija monografii i izsljedovanija (12 delar, 1863 ff.). I denna samling ingår även de mest betydande av hans uppsatser i den sydryska tidskriften "Osnova" (1861-62), i vilken han och Kulisj skrev det mesta. Nya är i samlingen bland annat avhandlingarna om Kulikovska slaget, Den litauiska folkpoesin, Novgorods, Pskovs och Vjatkas äldsta historia samt Raskolnikerna. 
År 1873 började Kostomarov utge Russkaja istorija v zjiznéopisanijach (Rysslands historia i biografier. Hans biografier över Alexander Nevskij och Ivan den store översattes till svenska, 1882). Han redigerade dessutom för Arkeografiska kommissionen 11 band historiska Handlingar rörande södra och västra Ryssland (1863 ff.) samt Gamla minnesmärken av rysk litteratur (1861-62). Hans självbiografi med bibliografi utgavs 1891 under titeln Literaturnoje nasledije.